# 艾里斯灣
艾里斯灣是南極洲的一个海灣，位於南喬治亞島東端，處於馬勒角以南，處於瓦謝爾角西北面10公里，該海灣現時由南極條約體系管理。
54°42′S 35°56′W / 54.700°S 35.933°W